# Elaphristis psoloessa
Elaphristis psoloessa là một loài bướm đêm trong họ Erebidae.